# 18e étape du Tour de France 2017
Pour un article plus général, voir Tour de France 2017.
La 18e étape du Tour de France 2017 se déroule le jeudi 20 juillet 2017 dans les Hautes-Alpes, entre Briançon et le col d'Izoard, sur une distance de 179,5 kilomètres.

## Parcours

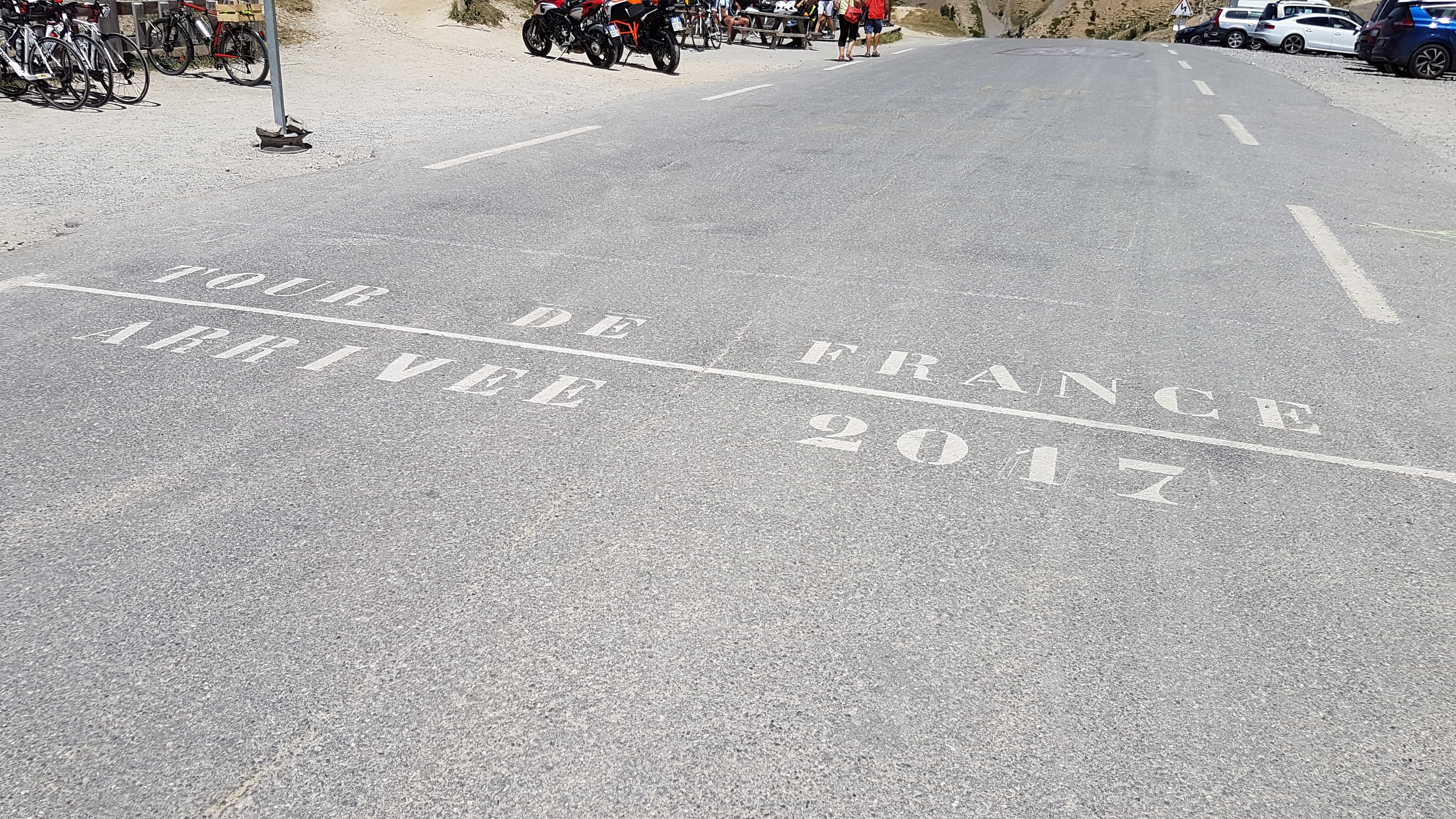
La ligne d'arrivée au col d'Izoard.

## Déroulement de la course
L'équipe AG2R assure un rythme soutenu, comme pour préparer une attaque de son leader Romain Bardet, 3e au classement général. C'est en effet la dernière occasion de gagner en montagne avant le contre-la-montre prévu à Marseille. Alors que Lutsenko puis Atapuma sont en tête dans la montée vers l'Izoard, c'est Warren Barguil, déjà porteur du maillot à pois, qui attaque à 6,2 km de l'arrivée, suivi par Contador qui doit bientôt renoncer. Bardet tente une accélération, mais c'est le maillot jaune Chris Froome qui attaque, finalement rejoint par Urán, Bardet et Landa : les quatre premiers au classement général sont regroupés. À un kilomètre de l'arrivée, Barguil lâche Atapuma et il gagne sa deuxième étape sur le Tour, assurant sa place de meilleur grimpeur. De son côté, Bardet empoche la bonification de la 3e place et il passe devant Urán, devenant 2e au classement général.

## Résultats

### Classement de l'étape
| \| Classement de l'étape \| Classement de l'étape \| Classement de l'étape \| Classement de l'étape \| Classement de l'étape \| \| Coureur \| Coureur \| Pays \| Équipe \| Temps \| \| --------------------- \| --------------------- \| --------------------- \| --------------------- \| --------------------- \| \| 1er \| Warren Barguil \| France \| Team Sunweb \| 4 h 30 min 33 s \| \| 2e \| Darwin Atapuma \| Colombie \| UAE Team Emirates \| + 20 s \| \| 3e \| Romain Bardet \| France \| AG2R La Mondiale \| + 20 s \| \| 4e \| Christopher Froome \| Royaume-Uni \| Team Sky \| + 20 s \| \| 5e \| Rigoberto Urán \| Colombie \| Cannondale-Drapac \| + 22 s \| \| 6e \| Mikel Landa \| Espagne \| Team Sky \| + 32 s \| \| 7e \| Louis Meintjes \| Afrique du Sud \| UAE Team Emirates \| + 37 s \| \| 8e \| Dan Martin \| Irlande \| Quick-Step Floors \| + 39 s \| \| 9e \| Simon Yates \| Royaume-Uni \| Orica-Scott \| + 59 s \| \| 10e \| Alberto Contador \| Espagne \| Trek-Segafredo \| + 1 min 09 s \| |                    |                |                   |                 |
| |                    |                |                   |                 |
| Source : ProCyclingStats |                    |                |                   |                 |
| Classement de l'étape |                    |                |                   |                 |
| Coureur | Coureur            | Pays           | Équipe            | Temps           |
| 1er | Warren Barguil     | France         | Team Sunweb       | 4 h 30 min 33 s |
| 2e | Darwin Atapuma     | Colombie       | UAE Team Emirates | + 20 s          |
| 3e | Romain Bardet      | France         | AG2R La Mondiale  | + 20 s          |
| 4e | Christopher Froome | Royaume-Uni    | Team Sky          | + 20 s          |
| 5e | Rigoberto Urán     | Colombie       | Cannondale-Drapac | + 22 s          |
| 6e | Mikel Landa        | Espagne        | Team Sky          | + 32 s          |
| 7e | Louis Meintjes     | Afrique du Sud | UAE Team Emirates | + 37 s          |
| 8e | Dan Martin         | Irlande        | Quick-Step Floors | + 39 s          |
| 9e | Simon Yates        | Royaume-Uni    | Orica-Scott       | + 59 s          |
| 10e | Alberto Contador   | Espagne        | Trek-Segafredo    | + 1 min 09 s    |

### Points attribués
| Sprint intermédiaire - Les Thuiles (km 91,5) | Sprint intermédiaire - Les Thuiles (km 91,5) | Sprint intermédiaire - Les Thuiles (km 91,5) | Sprint intermédiaire - Les Thuiles (km 91,5) | Sprint intermédiaire - Les Thuiles (km 91,5) |
| -------------------------------------------- | -------------------------------------------- | -------------------------------------------- | -------------------------------------------- | -------------------------------------------- |
|                                              | Coureur                                      | Pays                                         | Équipe                                       | Point(s)                                     |
| 1er                                          | Sonny Colbrelli                              | Italie                                       | Bahrain-Merida                               | 20                                           |
| 2e                                           | Thomas De Gendt                              | Belgique                                     | Lotto-Soudal                                 | 17                                           |
| 3e                                           | Dion Smith                                   | Nouvelle-Zélande                             | Wanty-Groupe Gobert                          | 15                                           |
| 4e                                           | Tony Gallopin                                | France                                       | Lotto-Soudal                                 | 13                                           |
| 5e                                           | Lilian Calmejane                             | France                                       | Direct Énergie                               | 11                                           |
| 6e                                           | Élie Gesbert                                 | France                                       | Fortuneo-Oscaro                              | 10                                           |
| 7e                                           | Jürgen Roelandts                             | Belgique                                     | Lotto-Soudal                                 | 9                                            |
| 8e                                           | Nicolas Edet                                 | France                                       | Cofidis                                      | 8                                            |
| 9e                                           | Zdeněk Štybar                                | Tchéquie                                     | Quick-Step Floors                            | 7                                            |
| 10e                                          | Jesús Herrada                                | Espagne                                      | Movistar                                     | 6                                            |
| 11e                                          | Marco Marcato                                | Italie                                       | UAE Team Emirates                            | 5                                            |
| 12e                                          | Sylvain Chavanel                             | France                                       | Direct Énergie                               | 4                                            |
| 13e                                          | Romain Sicard                                | France                                       | Direct Énergie                               | 3                                            |
| 14e                                          | Ben Swift                                    | Royaume-Uni                                  | UAE Team Emirates                            | 2                                            |
| 15e                                          | Jan Bakelants                                | Belgique                                     | AG2R La Mondiale                             | 1                                            |
| modifier                                     |                                              |                                              |                                              |                                              |

| Arrivée d'étape - Izoard (km 179,5) | Arrivée d'étape - Izoard (km 179,5) | Arrivée d'étape - Izoard (km 179,5) | Arrivée d'étape - Izoard (km 179,5) | Arrivée d'étape - Izoard (km 179,5) |
| ----------------------------------- | ----------------------------------- | ----------------------------------- | ----------------------------------- | ----------------------------------- |
|                                     | Coureur                             | Pays                                | Équipe                              | Point(s)                            |
| 1er                                 | Warren Barguil                      | France                              | Sunweb                              | 20                                  |
| 2e                                  | Darwin Atapuma                      | Colombie                            | UAE Team Emirates                   | 17                                  |
| 3e                                  | Romain Bardet                       | France                              | AG2R La Mondiale                    | 15                                  |
| 4e                                  | Christopher Froome                  | Royaume-Uni                         | Sky                                 | 13                                  |
| 5e                                  | Rigoberto Urán                      | Colombie                            | Cannondale-Drapac                   | 11                                  |
| 6e                                  | Mikel Landa                         | Espagne                             | Sky                                 | 10                                  |
| 7e                                  | Louis Meintjes                      | Afrique du Sud                      | UAE Team Emirates                   | 9                                   |
| 8e                                  | Daniel Martin                       | Irlande                             | Quick-Step Floors                   | 8                                   |
| 9e                                  | Simon Yates                         | Royaume-Uni                         | Orica-Scott                         | 7                                   |
| 10e                                 | Alberto Contador                    | Espagne                             | Trek-Segafredo                      | 6                                   |
| 11e                                 | Nairo Quintana                      | Colombie                            | Movistar                            | 5                                   |
| 12e                                 | Carlos Betancur                     | Colombie                            | Movistar                            | 4                                   |
| 13e                                 | Fabio Aru                           | Italie                              | Astana                              | 3                                   |
| 14e                                 | Tony Gallopin                       | France                              | Lotto-Soudal                        | 2                                   |
| 15e                                 | Brice Feillu                        | France                              | Fortuneo-Oscaro                     | 1                                   |
| modifier                            |                                     |                                     |                                     |                                     |

|   | Coureur        | Pays     | Équipe            | Secondes |
| - | -------------- | -------- | ----------------- | -------- |
| 1 | Warren Barguil | France   | Sunweb            | 10 s     |
| 2 | Darwin Atapuma | Colombie | UAE Team Emirates | 6 s      |
| 3 | Romain Bardet  | France   | AG2R La Mondiale  | 4 s      |

### Cols et côtes
| Côte des Demoiselles Coiffées (km 60) 3e catégorie (3,9 km à 5,2%) | Côte des Demoiselles Coiffées (km 60) 3e catégorie (3,9 km à 5,2%) | Côte des Demoiselles Coiffées (km 60) 3e catégorie (3,9 km à 5,2%) | Côte des Demoiselles Coiffées (km 60) 3e catégorie (3,9 km à 5,2%) | Côte des Demoiselles Coiffées (km 60) 3e catégorie (3,9 km à 5,2%) |
| ------------------------------------------------------------------ | ------------------------------------------------------------------ | ------------------------------------------------------------------ | ------------------------------------------------------------------ | ------------------------------------------------------------------ |
|                                                                    | Coureur                                                            | Pays                                                               | Équipe                                                             | Point(s)                                                           |
| 1er                                                                | Thomas De Gendt                                                    | Belgique                                                           | Lotto-Soudal                                                       | 2                                                                  |
| 2e                                                                 | Nicolas Edet                                                       | France                                                             | Cofidis                                                            | 1                                                                  |
| modifier                                                           |                                                                    |                                                                    |                                                                    |                                                                    |

| Col de Vars (km 129,5) 1re catégorie (9,3 km à 7,5%) | Col de Vars (km 129,5) 1re catégorie (9,3 km à 7,5%) | Col de Vars (km 129,5) 1re catégorie (9,3 km à 7,5%) | Col de Vars (km 129,5) 1re catégorie (9,3 km à 7,5%) | Col de Vars (km 129,5) 1re catégorie (9,3 km à 7,5%) |
| ---------------------------------------------------- | ---------------------------------------------------- | ---------------------------------------------------- | ---------------------------------------------------- | ---------------------------------------------------- |
|                                                      | Coureur                                              | Pays                                                 | Équipe                                               | Point(s)                                             |
| 1er                                                  | Alexey Lutsenko                                      | Kazakhstan                                           | Astana                                               | 10                                                   |
| 2e                                                   | Darwin Atapuma                                       | Colombie                                             | UAE Emirates                                         | 8                                                    |
| 3e                                                   | Tony Gallopin                                        | France                                               | Lotto-Soudal                                         | 6                                                    |
| 4e                                                   | Romain Sicard                                        | France                                               | Direct Énergie                                       | 4                                                    |
| 5e                                                   | Daryl Impey                                          | Afrique du Sud                                       | Orica-Scott                                          | 2                                                    |
| 6e                                                   | Andrew Talansky                                      | États-Unis                                           | Cannondale-Drapac                                    | 1                                                    |
| modifier                                             |                                                      |                                                      |                                                      |                                                      |

| \| Col d'Izoard (km 179,5) Hors catégorie (14,1 km à 7,3%) \| Col d'Izoard (km 179,5) Hors catégorie (14,1 km à 7,3%) \| Col d'Izoard (km 179,5) Hors catégorie (14,1 km à 7,3%) \| Col d'Izoard (km 179,5) Hors catégorie (14,1 km à 7,3%) \| Col d'Izoard (km 179,5) Hors catégorie (14,1 km à 7,3%) \| \| ------------------------------------------------------- \| ------------------------------------------------------- \| ------------------------------------------------------- \| ------------------------------------------------------- \| ------------------------------------------------------- \| \| \| Coureur \| Pays \| Équipe \| Point(s) \| \| 1er \| Warren Barguil \| France \| Sunweb \| 40 \| \| 2e \| Darwin Atapuma \| Colombie \| UAE Team Emirates \| 30 \| \| 3e \| Romain Bardet \| France \| AG2R La Mondiale \| 24 \| \| 4e \| Christopher Froome \| Royaume-Uni \| Sky \| 20 \| \| 5e \| Rigoberto Urán \| Colombie \| Cannondale-Drapac \| 16 \| \| 6e \| Mikel Landa \| Espagne \| Sky \| 12 \| \| 7e \| Louis Meintjes \| Afrique du Sud \| UAE Team Emirates \| 8 \| \| 8e \| Daniel Martin \| Irlande \| Quick-Step Floors \| 4 \| \| modifier \| \| \| \| \| |                    |                |                   |          |
| Col d'Izoard (km 179,5) Hors catégorie (14,1 km à 7,3%) |                    |                |                   |          |
| | Coureur            | Pays           | Équipe            | Point(s) |
| 1er | Warren Barguil     | France         | Sunweb            | 40       |
| 2e | Darwin Atapuma     | Colombie       | UAE Team Emirates | 30       |
| 3e | Romain Bardet      | France         | AG2R La Mondiale  | 24       |
| 4e | Christopher Froome | Royaume-Uni    | Sky               | 20       |
| 5e | Rigoberto Urán     | Colombie       | Cannondale-Drapac | 16       |
| 6e | Mikel Landa        | Espagne        | Sky               | 12       |
| 7e | Louis Meintjes     | Afrique du Sud | UAE Team Emirates | 8        |
| 8e | Daniel Martin      | Irlande        | Quick-Step Floors | 4        |
| modifier |                    |                |                   |          |

## Classements à l'issue de l'étape

### Classement général
| \| Classement général \| Classement général \| Classement général \| Classement général \| Classement général \| \| Coureur \| Coureur \| Pays \| Équipe \| Temps \| \| ------------------ \| ------------------ \| ------------------ \| ------------------ \| ------------------ \| \| 1er \| Christopher Froome \| Royaume-Uni \| Team Sky \| 78 h 08 min 19 s \| \| 2e \| Romain Bardet \| France \| AG2R La Mondiale \| + 23 s \| \| 3e \| Rigoberto Urán \| Colombie \| Cannondale-Drapac \| + 29 s \| \| 4e \| Mikel Landa \| Espagne \| Team Sky \| + 1 min 36 s \| \| 5e \| Fabio Aru \| Italie \| Astana \| + 1 min 55 s \| \| 6e \| Dan Martin \| Irlande \| Quick-Step Floors \| + 2 min 56 s \| \| 7e \| Simon Yates \| Royaume-Uni \| Orica-Scott \| + 4 min 46 s \| \| 8e \| Louis Meintjes \| Afrique du Sud \| UAE Team Emirates \| + 6 min 52 s \| \| 9e \| Warren Barguil \| France \| Team Sunweb \| + 8 min 22 s \| \| 10e \| Alberto Contador \| Espagne \| Trek-Segafredo \| + 8 min 34 s \| |                    |                |                   |                  |
| |                    |                |                   |                  |
| Source : ProCyclingStats |                    |                |                   |                  |
| Classement général |                    |                |                   |                  |
| Coureur | Coureur            | Pays           | Équipe            | Temps            |
| 1er | Christopher Froome | Royaume-Uni    | Team Sky          | 78 h 08 min 19 s |
| 2e | Romain Bardet      | France         | AG2R La Mondiale  | + 23 s           |
| 3e | Rigoberto Urán     | Colombie       | Cannondale-Drapac | + 29 s           |
| 4e | Mikel Landa        | Espagne        | Team Sky          | + 1 min 36 s     |
| 5e | Fabio Aru          | Italie         | Astana            | + 1 min 55 s     |
| 6e | Dan Martin         | Irlande        | Quick-Step Floors | + 2 min 56 s     |
| 7e | Simon Yates        | Royaume-Uni    | Orica-Scott       | + 4 min 46 s     |
| 8e | Louis Meintjes     | Afrique du Sud | UAE Team Emirates | + 6 min 52 s     |
| 9e | Warren Barguil     | France         | Team Sunweb       | + 8 min 22 s     |
| 10e | Alberto Contador   | Espagne        | Trek-Segafredo    | + 8 min 34 s     |

### Classement par points
| Classement par points | Classement par points | Classement par points | Classement par points | Classement par points |
| --------------------- | --------------------- | --------------------- | --------------------- | --------------------- |
|                       | Coureur               | Pays                  | Équipe                | Point(s)              |
| 1er                   | Michael Matthews      | Australie             | Sunweb                | 364 points            |
| 2e                    | André Greipel         | Allemagne             | Lotto-Soudal          | 204 pts               |
| 3e                    | Sonny Colbrelli       | Italie                | Bahrain-Merida        | 163 pts               |
| 4e                    | Alexander Kristoff    | Norvège               | Katusha-Alpecin       | 158 pts               |
| 5e                    | Edvald Boasson Hagen  | Norvège               | Dimension Data        | 140 pts               |
| 6e                    | Christopher Froome    | Royaume-Uni           | Sky                   | 118 pts               |
| 7e                    | Thomas De Gendt       | Belgique              | Lotto-Soudal          | 110 pts               |
| 8e                    | Daniel Martin         | Irlande               | Quick-Step Floors     | 106 pts               |
| 9e                    | Warren Barguil        | France                | Sunweb                | 100 pts               |
| 10e                   | Rigoberto Urán        | Colombie              | Cannondale-Drapac     | 98 pts                |
| modifier              |                       |                       |                       |                       |

### Classement du meilleur jeune
| Classement général du meilleur jeune | Classement général du meilleur jeune | Classement général du meilleur jeune | Classement général du meilleur jeune | Classement général du meilleur jeune |
|                                      | Coureur                              | Pays                                 | Équipe                               | Temps                                |
| ------------------------------------ | ------------------------------------ | ------------------------------------ | ------------------------------------ | ------------------------------------ |
| 1er                                  | Simon Yates                          | Royaume-Uni                          | Orica-Scott                          | en 78 h 13 min 5 s                   |
| 2e                                   | Louis Meintjes                       | Afrique du Sud                       | UAE Emirates                         | + 2 min 6 s                          |
| 3e                                   | Emanuel Buchmann                     | Allemagne                            | Bora-Hansgrohe                       | + 26 min 15 s                        |
| 4e                                   | Tiesj Benoot                         | Belgique                             | Lotto-Soudal                         | + 36 min 3 s                         |
| 5e                                   | Guillaume Martin                     | France                               | Wanty-Groupe Gobert                  | + 46 min 7 s                         |
| 6e                                   | Pierre Latour                        | France                               | AG2R La Mondiale                     | + 1 h 5 min 48 s                     |
| 7e                                   | Lilian Calmejane                     | France                               | Direct Énergie                       | + 1 h 39 min 59 s                    |
| 8e                                   | Michael Valgren                      | Danemark                             | Orica-Scott                          | + 2 h 18 min 46 s                    |
| 9e                                   | Alexey Lutsenko                      | Kazakhstan                           | Astana                               | + 2 h 31 min 23 s                    |
| 10e                                  | Dylan Van Baarle                     | Pays-Bas                             | Cannondale-Drapac                    | + 2 h 41 min 9 s                     |
| modifier                             |                                      |                                      |                                      |                                      |

### Classement du meilleur grimpeur
| Classement du meilleur grimpeur | Classement du meilleur grimpeur | Classement du meilleur grimpeur | Classement du meilleur grimpeur | Classement du meilleur grimpeur |
| ------------------------------- | ------------------------------- | ------------------------------- | ------------------------------- | ------------------------------- |
|                                 | Coureur                         | Pays                            | Équipe                          | Point(s)                        |
| 1er                             | Warren Barguil                  | France                          | Sunweb                          | 169 points                      |
| 2e                              | Primož Roglič                   | Slovénie                        | Lotto NL-Jumbo                  | 80 pts                          |
| 3e                              | Thomas De Gendt                 | Belgique                        | Lotto-Soudal                    | 63 pts                          |
| 4e                              | Darwin Atapuma                  | Colombie                        | UAE Team Emirates               | 55 pts                          |
| 5e                              | Christopher Froome              | Royaume-Uni                     | Sky                             | 51 pts                          |
| 6e                              | Romain Bardet                   | France                          | AG2R La Mondiale                | 47 pts                          |
| 7e                              | Mikel Landa                     | Espagne                         | Sky                             | 45 pts                          |
| 8e                              | Bauke Mollema                   | Pays-Bas                        | Trek-Segafredo                  | 37 pts                          |
| 9e                              | Alberto Contador                | Espagne                         | Trek-Segafredo                  | 36 pts                          |
| 10e                             | Serge Pauwels                   | Belgique                        | Dimension Data                  | 32 pts                          |
| modifier                        |                                 |                                 |                                 |                                 |

### Classement par équipes
| Classement par équipes | Classement par équipes | Classement par équipes | Classement par équipes |
| Équipe                 | Équipe                 | Pays                   | Temps                  |
| ---------------------- | ---------------------- | ---------------------- | ---------------------- |
| 1re                    | Sky                    | Royaume-Uni            | 234 h 42 min 38 s      |
| 2e                     | AG2R La Mondiale       | France                 | + 15 min 18 s          |
| 3e                     | BMC Racing Team        | États-Unis             | + 1 h 47 min 35 s      |
| 4e                     | Trek-Segafredo         | États-Unis             | + 1 h 52 min 41 s      |
| 5e                     | Movistar Team          | Espagne                | + 2 h 05 min 25 s      |
| 6e                     | Cannondale-Drapac      | États-Unis             | + 2 h 13 min 24 s      |
| 7e                     | Orica-Scott            | Australie              | + 2 h 13 min 47 s      |
| 8e                     | Astana                 | Kazakhstan             | + 2 h 24 min 47 s      |
| 9e                     | Fortuneo-Oscaro        | France                 | + 2 h 47 min 26 s      |
| 10e                    | Lotto-Soudal           | Belgique               | + 2 h 48 min 32 s      |

## A voir aussi